# Бектурсунов, Суюнтбек
Суюнтбек Бектурсунов (20 декабря 1909, аил Уч-Кошой, Аулиеатинский уезд, Сырдарьинская область, Российская империя — 13 июня 1962, Киргизская ССР) — советский киргизский переводчик, член Союза писателей СССР (с 1955 года).

## Биография
Родился в аиле Уч-Кошой (ныне — Таласский район Таласской области) в крестьянской семье.
С 1925 по 1930, после окончания школы, Суюнтбек учился в Киргизском педагогическом техникуме. В последующее время Бектурсунов работал директором Киргизского драматического театра, редактором молодёжной газеты «Ленинчил жаш», переводчиком и редактором политической и художественной литературы Киргизского государственного издательства, заместителем редактора газеты «Советтик Кыргызстан», редактором детской художественной литературы Киргизского государственного учебно-педагогического издательства.
Умер в 1962 году в Киргизии.

## Творчество
Бектурсунов известен как один из крупнейших киргизских мастеров перевода. Переводами с русского на киргизский язык он занимался с 1931 года. Сначала Суюнтбек переводил массово-политическую литературу и учебные пособия, а с 1939 года — преимущественно художественную литературу. В 1939 году благодаря Бектурсунову, киргизский читатель познакомился со сборником рассказов Антона Чехова. В годы Великой Отечественной войны он перевёл ряд очерков и рассказов Алексея Толстого, Михаила Шолохова и других советских писателей.
С 1945 по 1954 Бектурсунов сделал достоянием родной национальной литературы роман Льва Толстого «Война и мир», пьесы Максима Горького «Враги», «Последние», «Васса Железнова», очерки Владимира Маяковского «Моё открытие Америки», пьесу Константина Симонова «Русский вопрос» и критическую статью Виссариона Белинского «Герой нашего времени». В 1947 году Суюнтбек в соавторстве с В. Горячих написал пьесу «Армансыз азаматтар», посвящённую бойцам Советской армии, боровшимся против фашизма. Эта пьеса шла на сценах областных киргизских театров. В 1955—1957 годах Бектурсунов перевёл на киргизский язык роман Льва Толстого «Воскресение», сборник рассказов и пьесу «Егор Булычов и другие» Максима Горького, первый том «Мёртвые души» Николая Гоголя, «Капитанскую дочку» Александра Пушкина и ряд других художественных произведений.

## Память
В 2010 году была открыта выставка в Национальной библиотеке Кыргызской Республики «Мастер художественного перевода», посвящённая 100-летию Суюнтбека Бектурсунова. В открытии приняли участие переводчики и писатели Мелис Абакиров, Абдиль Шерматов, Мукан Асаналиев, Эрнест Турсунов, а также деятели культуры Кыргызстана, родные, друзья и почитатели Суюнтбека Бектурсунова.

## Переводы
- Чехов А. П. Рассказы (киргиз.) / пер. Бектурсунова С. — Фрунзе: Киргизгосиздат, 1940. — 124 с.
- Жариков Л. Снега, поднимайтесь метелью : Повесть (киргиз.) / пер. Бектурсунова С. — Фрунзе: Киргизгосиздат, 1943. — 88 с.
- Толстой Л. Н. Война и мир (киргиз.) / пер. Бектурсунова С. — Фрунзе: Киргизгосиздат, 1949. — Т. 1. — 347 с.;

- Толстой Л. Н. Война и мир (киргиз.) / пер. Бектурсунова С. — Фрунзе: Киргизгосиздат, 1951. — Т. 2. — 400 с.
- Толстой Л. Н. Война и мир (киргиз.) / пер. Бектурсунова С. — Фрунзе: Киргизгосиздат, 1954. — Т. 3. — 371 с.
- Толстой Л. Н. Война и мир (киргиз.) / пер. Бектурсунова С. — Фрунзе: Киргизгосиздат, 1955. — Т. 4. — 332 с.

- Горький М. Васса Железнова. Последние. (Пьесы) (киргиз.) / пер. Бектурсунова С. — Фрунзе: Киргизгосиздат, 1952. — 136 с.
- Горький М. Враги. Егор Булычов и другие (киргиз.) / пер. Бектурсунова С. — Фрунзе: Киргизгосиздат, 1953. — 140 с.
- Толстой А. Рассказы и сказки (киргиз.) / пер. Бектурсунова С. — Фрунзе: Киргизгосиздат, 1953. — 76 с.
- Гоголь Н. Мёртвые души : Поэма (киргиз.) / пер. Бектурсунова С. (в соавторстве с Эшмамбетовым К.). — Фрунзе: Киргизгосиздат, 1953. — 268 с.
- Маяковский В. Моё открытие Америки : Очерк (киргиз.) / пер. Бектурсунова С. — Фрунзе: Киргизгосиздат, 1953. — 88 с.
- Улуг-Заде С. Обновлённая земля (киргиз.) / пер. Бектурсунова С. — Фрунзе: Киргизгосиздат, 1954. — 360 с.
- Толстой Л. Маленькие рассказы, сказки и басни (киргиз.) / пер. Бектурсунова С. — Фрунзе: Киргизучпедгиз, 1955. — 68 с.
- Толстой Л. Воскресение (киргиз.) / пер. Бектурсунова С. — Фрунзе: Киргизгосиздат, 1956. — 504 с.
- Аксаков С. Т. Человек под снегом (киргиз.) / пер. Бектурсунова С. — Фрунзе: Киргизучпедгиз, 1956. — 32 с.
- Рассказы о Чапаеве (киргиз.) / пер. Бектурсунова С. — Фрунзе: Киргизучпедгиз, 1956. — 71 с.
- Горький М. Как я учился (киргиз.) / пер. Бектурсунова С. — Фрунзе: Киргизгосиздат, 1957. — 31 с.
- Распе Э. Приключение Мюнзаузена (киргиз.) / пер. Бектурсунова С. — Фрунзе: Киргизучпедгиз, 1957. — 88 с.
- Абрахамс Питер. Тропою грома : Роман (киргиз.) / пер. Бектурсунова С. — Фрунзе: Киргизучпедгиз, 1958. — 264 с.
- Пушкин А. С. Капитанская дочка (киргиз.) / пер. Бектурсунова С. — Фрунзе: Киргизучпедгиз, 1958. — 148 с.
- Рид Т. М. Всадник без головы (киргиз.) / пер. Бектурсунова С. — Фрунзе: Киргизучпедгиз, 1959. — 459 с.
- Толстой Л. Избранные произведения (киргиз.) / пер. Бектурсунова С. — Фрунзе: Киргизучпедгиз, 1959. — 415 с.